# Weißendorf
Weißendorf är en kommun och ort i Landkreis Greiz i förbundslandet Thüringen i Tyskland.
Kommunen ingår i förvaltningsgemenskapen Zeulenroda-Triebes tillsammans med kommunerna Langenwolschendorf och Zeulenroda-Triebes.